# Selecció de futbol de Burkina Faso
La Selecció de futbol de Burkina Faso és l'equip representatiu del país a les competicions oficials. Està dirigida per la Federació Burkinesa de Futbol (en francès, Fédération Burkinabé de Foot-Ball), pertanyent a la CAF. Anteriorment i fins a l'any 1984, havia rebut el nom aleshores oficial del país, Alt Volta.
És una selecció amb una notable presència internacional, si bé només ha participat en competicions del seu continent, la Copa d'Àfrica de Nacions, que no ha guanyat mai. La seva millor actuació fou el 1998, quan van organitzar el campionat.

## Competicions internacionals

### Participacions en la Copa del Món
- Des de 1930 a 1974 - No participà
- 1978 - No es classificà
- Des de 1982 a 1986 - No participà
- 1990 - No es classificà
- 1994 - Es retirà
- Des de 1998 a 2018 - No es classificà

### Participacions en la Copa d'Àfrica
- Des de 1957 a 1965 - No participà
- 1968 - No es classificà
- 1970 i 1972 - Retirada
- 1974 - No es classificà
- 1976 - No participà
- 1978 - Primera ronda (com Alt Volta)
- 1980 - No participà
- 1982 - No es classificà
- Des de 1984 a 1988 - No participà
- 1990 i 1992 - No es classificà
- 1994 - Retirada
- 1996 - Primera ronda
- 1998 - Semifinals - 4t lloc
- 2000 - Primera ronda
- 2002 - Primera ronda
- 2004 - Primera ronda
- 2006 i 2008 - No es classificà
- 2010 - Primera ronda
- 2012 - Primera ronda
- 2013 - Subcampió
- 2015 - Primera ronda
- 2017 - Tercer lloc